# Osówiec (powiat gostyński)
Osówiec – osada w Polsce położona w województwie wielkopolskim, w powiecie gostyńskim, w gminie Borek Wielkopolski. Wchodzi w skład sołectwa Grodnica.
Nazwa osady wywodzi się od lewobrzeżnego dopływu rzeki Obry. W czasach piastowskich była to osada leśna, rozlokowana na obszernych terenach, zamieszkana głównie przez drwali  i smolarzy książęcych. Do roku 1837 wieś wyludniła się. Na terenie tej osady istniał leśny folwark pańszczyźniany,  obejmujący jeden czworak, w którym mieszkało 15 osób. Dopiero po przeprowadzonej regulacji rzeki Obry, na terenie tym osiedlono 8 chłopów, nadając nowy impet dalszemu rozwojowi. Współcześnie jest tu 5 gospodarstw rolnych. W latach 1975–1998 miejscowość administracyjnie należała do województwa leszczyńskiego.